# John Constable
John Constable (East Bergholt, 11. lipnja 1776. – London, 31. ožujka 1837.), slavni engleski slikar romantičarskih krajolika.

## Životopis
Rođen je u East Bergholtu, selu kraj rijeke Stour u Suffolku, Engleska. Otac mu je bio bogati trgovac i Constable je znao radio s njim poslije nastave. Međutim, uskoro je uvidio kako nije za taj posao i odlazi na studije u London. Učio je na londonskoj akademiji, te kopirao djela Ruisdaela, Lorraina i Gainsborougha. Poslije je radio isključivo pejzaže, radeći neposredno u prirodi i oslobađajući se akademskog galerijskog tona.
Prvu svoju sliku izložio je 1802. godine, a tijekom života prodao je samo 20 slika i nije izabran za člana Kraljevske akademije sve do 52. godine života.
Constable je volio Mariju Bicknell, ali ga njezin otac nije smatrao dovoljno dobrim za svoju kćerku. No, nakon pet godina udvaranja napokon odobrava njihov brak 1816. godine. Zajedno su imali sedmoro dece, a ona je umrla od tuberkuloze 1829. godine.

## Djela
Englesko pejzažno slikarstvo dobiva u Constableu realizatora koji je prvi uočio specifična obilježja ladanja i okolice gradova, te ih prenosio na platno načinom u ono vrijeme neuobičajenim: skicozno, bez zaglađivanja, aplicirajući namaz boja tzv. špahtlom. U tome je predhodnik Turnera i impresionista. Na svoj osobit način unio je u englesko slikarstvo dotad još nepoznatu poeziju atmosferskih fenomena. Izlažući 1824. godine u Parizu, utjecao je s Boningtonom i Fieldingom na H. Housseaua i Duprea, a preko njih na formiranje kruga francuskih pejzažista barbizonske škole. U suradnji s grafičarom Davidom Lucasom reproducirao je svoje pejzaže u tehnici mezzotinte (serija "Engleski krajolici").
Constable je svojim neobično velikim platnima s krajolicima želio krajolik postaviti na razinu drugih slikarskih žanrova, ali i privuči pažnju javnosti. Naposljetku je Constanble, uz J. M. W. Turnera postao divom slikarstva 19. stoljeća koji je promovirao slikarstvo krajolika, koje se danas smatra jednim od najvažnijih nacionalnih motiva u engleskom slikarstvu.
Constanbleove slike su bile bolje prihvaćene u Francuskoj nego u njegovoj rodnoj Engleskoj. Eugene Delacroix je čak promijenio krajolik na slici Pokolj na Kiosu nakon što je vidio jedno Constanbleovo djelo na Pariškom salonu 1824. god. Constableov opušteni i lepršavi potezi kistom, slikanje u prirodi (fr. plain-aire) i naglašavanje atmosferskih efekata su bili ključni za razvoj francuskog impresionizma.
- Dedham Vale, 1802., ulje na platnu
- Wivenhoe park, 1816., ulje na platnu
- Maria Bicknell, 1816., ulje na platnu
- Weymouth Bay, 1816., ulje na platnu
- Katedrala u Salisburyju s livade, 1831., ulje na platnu, Nacionalna galerija u Londonu